# Androlyperus incisus
Androlyperus incisus es un coleóptero de la familia Chrysomelidae.
Fue descrita científicamente por primera vez en 1906 por Schaffer.